# Dolichos angustissimus
Dolichos angustissimus är en ärtväxtart som beskrevs av Ernst Meyer. Dolichos angustissimus ingår i släktet Dolichos och familjen ärtväxter. Inga underarter finns listade i Catalogue of Life.